# Dein Song

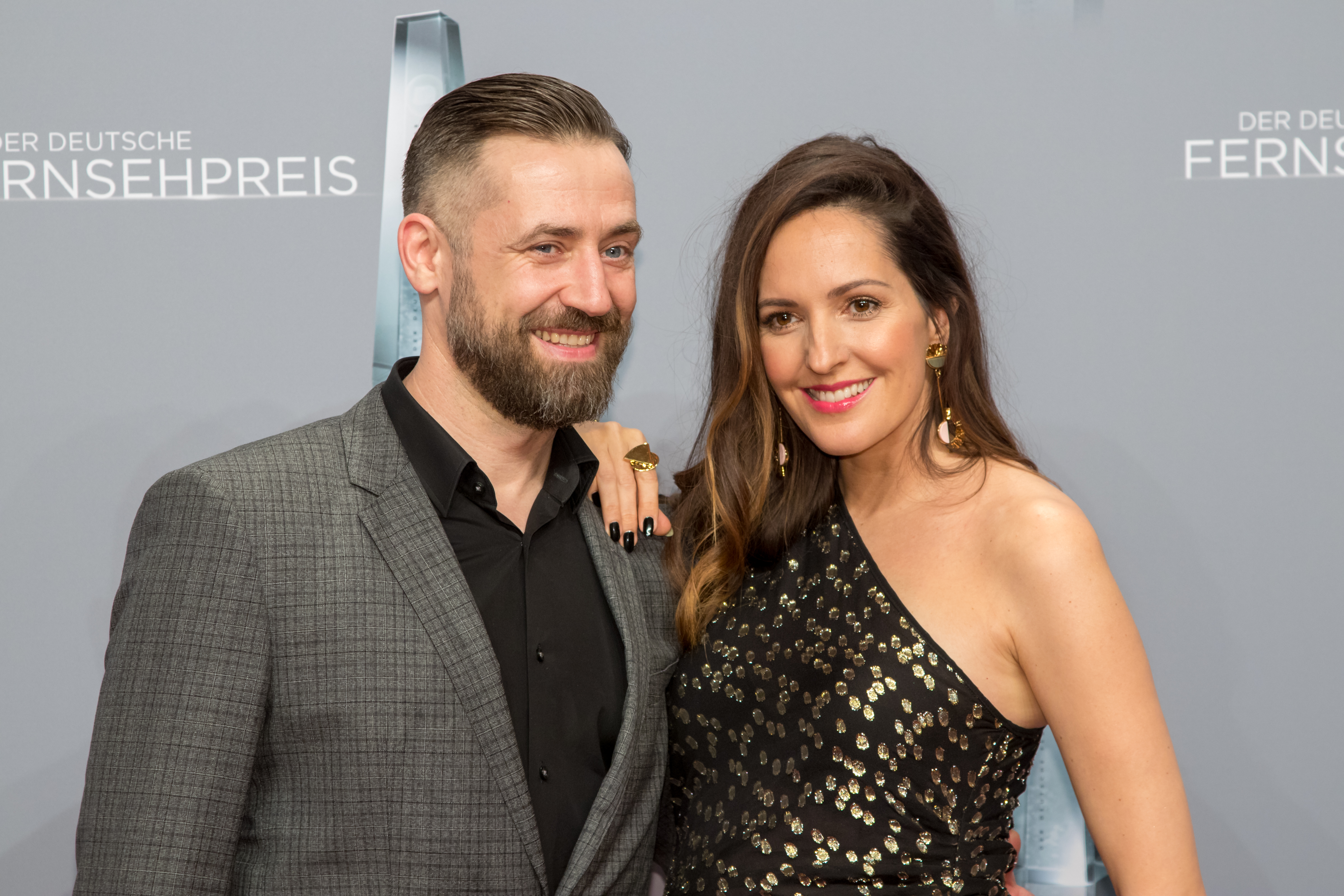
Die langjährigen Moderatoren von Dein Song Bürger Lars Dietrich und Johanna Klum

Ehemaliges Logo (2020–2022)

Ehemaliges Logo (2018–2019)

Ehemaliges Logo (2009–2017)

Ehemaliges Logo (2008)

Dein Song ist ein Songwriting-Wettbewerb für Kinder und Jugendliche, der seit 2008 vom Fernsehsender KiKA veranstaltet und ausgestrahlt wird. Die erste Staffel wurde von Jasmin Wagner und Benedikt Weber moderiert, in der zweiten Staffel ersetzte Bürger Lars Dietrich Weber in der Moderation neben Jasmin Wagner. Von 2011 bis 2024 moderierten Johanna Klum und Bürger Lars Dietrich insgesamt 14 Staffeln der Sendung. 2025 traten Jeannie Naomi Wagner und Luca Hänni ihre Nachfolge an. Produziert wird die Reihe von bsb-film medienproduktion. Die Produktion der Live-Show übernimmt die MBTV GmbH.

## Geschichte
Anfang 2008 wurden Kinder aufgefordert, eigene komponierte Songs KiKA zu schicken. Aus über 2000 Bewerbungen wurden 15 Songs ausgewählt. Nach einem von Jasmin Wagner und Benedikt Weber moderierten Casting im Jagdschloss Platte bei Wiesbaden entschied die Jury, welche zehn Teilnehmer weiterkamen.
Jedem Kandidaten wurde dann von der Jury ein Musikpate zugewiesen. Zusammen mit dem Paten wurde das komponierte Lied professionell produziert und aufgenommen. Nachdem jeder Song fertig war, wurde zusätzlich noch ein Musikvideo gedreht. Musikvideo-Regisseur Andreas Z. Simon führte bei allen zehn Musikvideos Regie.
Am Ende der Staffel gab es eine Live-Show aus Köln, in der der beste Song von den Zuschauern per Telefon- und SMS-Voting gewählt wurde. Der Sieger von Dein Song 2008 und somit „Songwriter des Jahres 2008“ war Joshua mit seinem Titel Stubenrocker.
2009 wurde die zweite Staffel ausgestrahlt. Aus den Bewerbungen wurden 16 Kandidaten zum Casting nach Wiesbaden eingeladen. Hier mussten nun jeweils zwei Bewerber um einen Paten duellieren. An Wagners Seite moderierte diesmal Bürger Lars Dietrich. Am 20. November wurde Manu in der großen Live-Show mit seinem Titel „I hate War“ zum „Songwriter des Jahres 2009“ gewählt.
Auch im Jahr 2011 kamen 16 Songwriter ins Schloss Biebrich nach Wiesbaden. Zehn Kandidaten durften anschließend an ihrem Song im Komponistencamp auf Ibiza weiterarbeiten. Im Tonstudio trafen dann die verbliebenen acht Kandidaten auf ihre Musikpaten. Die Moderation übernahmen Johanna Klum und Bürger Lars Dietrich. In der 100-minütigen Finalshow konnte Sarah Pisek mit ihrem Song „Endlich frei“ das Publikum überzeugen und wurde „Songwriter des Jahres 2011“.
Im Finale 2012 konnte sich Nina mit ihrem Titel „C’est fini“ durchsetzen und wurde von den Zuschauern zum „Songwriter des Jahres 2012“ gewählt.
Im Jahr 2013 wurde die Jubiläumsstaffel durchgeführt. Anlässlich des fünfjährigen Geburtstages von „Dein Song“ war die Finalshow diesmal 115 Minuten lang. Lina Larissa Strahl konnte mit ihrem Lied „Freakin’ Out“ die Zuschauer überzeugen und erhielt den Titel „Songwriter des Jahres 2013“.
Das Finale 2014 konnte Pier Luca mit seiner Komposition „Lost Without The Music“ für sich entscheiden und wurde damit „Songwriter des Jahres 2014“.
2015 wurde Victoria Conrady mit ihrem Titel „Maniac“ „Songwriterin des Jahres“.
„Songwriterin des Jahres 2016“ wurde Leontina Klein mit ihrem Titel „Wie Sand“.
2017 wurde Antonia White mit ihrem Titel „Reality“ „Songwriterin des Jahres“.
2018 wurde Jonah Splettstößer mit seinem Titel „Ich möchte nicht mehr zuschauen“ in der Jubiläumsstaffel „Songwriter des Jahres“.
2019 wurden erstmals die Musikvideos der Kandidaten gemeinsam in einem Camp gedreht. Bei der Finalshow konnten die Zuschauer zum ersten Mal auch online für ihren Favoriten voten. Am Ende wurde Peer Waibel-Fischer mit seinem Titel „You’ll never walk alone“ „Songwriter des Jahres“.
2020 fand aufgrund der COVID-19-Pandemie keine große Finalshow mit Kandidaten, Paten und Publikum statt. Stattdessen kommentierten Bürger Lars Dietrich, Johanna Klum und KiKA-Moderator Ben im Studio in Erfurt die Musikvideos der Kandidaten und ließen das Casting, das Komponistencamp und die Studioarbeit mit den Paten Revue passieren. Die Paten sandten Grußbotschaften per Video an die Kandidaten. In einem Online-Voting wurde Emmie Lee Epstein mit ihrem Titel „I’m Gonna Stay“ zur „Songwriterin des Jahres“ gewählt. Im Juni 2020 starb der Gitarrist der Dein-Song-Band, Stephan Ullmann, im Alter von 52 Jahren.
In der 13. Staffel 2021 kündigte die Jury während der Entscheidung, welche Kandidaten weiterkommen, an, dass in diesem Jahr (anders, als es bisher üblich war) keine Kandidaten direkt ins Finale kommen, sondern alle, bis auf die Ausgeschiedenen, zunächst ins Komponistencamp fahren. Das fand zum ersten Mal im österreichischen Ellmau statt. Die Finalshow kam aus der Media City Leipzig und fand ohne Publikum statt. Zur „Songwriterin des Jahres“ wurde die 15-jährige Sarah Hübers mit ihrem Song „Leise Worte werden laut“ gewählt. Alle ausgeschiedenen Kandidaten durften erstmals mit einem neu komponierten Song im Online-Contest „Zurück im Wettbewerb“ antreten und bekamen damit die Chance auf einen direkten Platz im Casting der Staffel im folgenden Jahr. Diese Episoden wurden im Kultur-Café Franz Mehlhose in Erfurt aufgezeichnet, moderiert von der ehemaligen Kandidatin und heutigen Webreporterin Leontina Klein.
2022 konnte Emilia Sismey den Wettbewerb für sich entscheiden und wurde „Songwriterin des Jahres“.
Unter dem Titel „Dein Song sucht den Weihnachtshit“ wurde 2022 erstmals ein Weihnachtsspecial produziert, bei dem die ehemaligen Kandidaten Philipp Göhring, Lion Lauer, Daria Kickler, Vanessa Emily Ryborz, Sidney Eitel, Cassandra Mae Spittmann und Jason Mann Weihnachtssongs komponierten. Das Casting fand im Capitol in Offenbach am Main statt. Die Jury wählte drei Finalisten aus, denen jeweils einer der Juroren als Pate zugeteilt wurde. Die Moderation übernahm Mieze Katz.
In der Jubiläumsstaffel 2023 fand das Komponistencamp erstmalig in Schloss Salem am Bodensee statt. „Dein Song – Zurück im Wettbewerb“ wurde diesmal in der My Music Company in Erfurt produziert. Mit Nuri und Jule gewannen erstmals ein Songwriting-Duo sowie durch „Zurück im Wettbewerb“ zum zweiten Mal teilnehmende Kandidatinnen.
Eine Neuerung in der Staffel 2024 war die „Wildcard“, mit der die Jurymitglieder ihren persönlichen Favoriten direkt weiterschicken können. Nach dem Komponistencamp produzierten die Kandidaten gemeinsam mit ihren Musikpaten die Songs erstmals in einer Studio-Finca auf Ibiza. Die Finalshow kehrte wieder in die EMG Studios nach Köln zurück. Shayla Jolie Wrede gewann die Finalshow und wurde „Songwriterin des Jahres“. In der Abmoderation bei der Finalshow am 15. März 2024 kündigten die langjährigen Moderatoren Johanna Klum und Bürger Lars Dietrich ihren Abschied an und dass dies ihre letzte gemeinsame Ausgabe gewesen sei.
Im Juli 2024 kündigte der Sender an, dass ab 2025 Jeannie Wagner und Luca Hänni die Moderation übernehmen. Die Jury besteht fortan nur noch aus drei Mitgliedern. Das Songwriting-Camp fand erstmals in der niederländischen Provinz Zeeland statt. Mina holte mit ihrem Song „Butterfly in a glass“ die meisten Stimmen im Zuschauervoting und wurde „Songwriterin des Jahres“.

## Kandidaten, Songs und Musikpaten

### 2008
- Caroline – Bei dir sein – Nena
- Stefanie – Would you – Roger Cicero
- Samer – Ruhe und Frieden – Samy Deluxe
- Marius Neumann – Urlaub – DJ Ötzi
- Jana – Somedays – Peter Maffay
- Lennart Fox – Nicht zur Schule geh’n – Culcha Candela
- Elisabeth – Fluss mit Hindernissen – Jan Vogler
- Joshua Lorber feat. Julian Hauschild – Stubenrocker – Panik – Songwriter des Jahres 2008
- Evelyn – Anfang und Ende – Sabrina Weckerlin
- Katsiaryna Rapatskaya – Liebst du mich oder nicht – The Boss Hoss

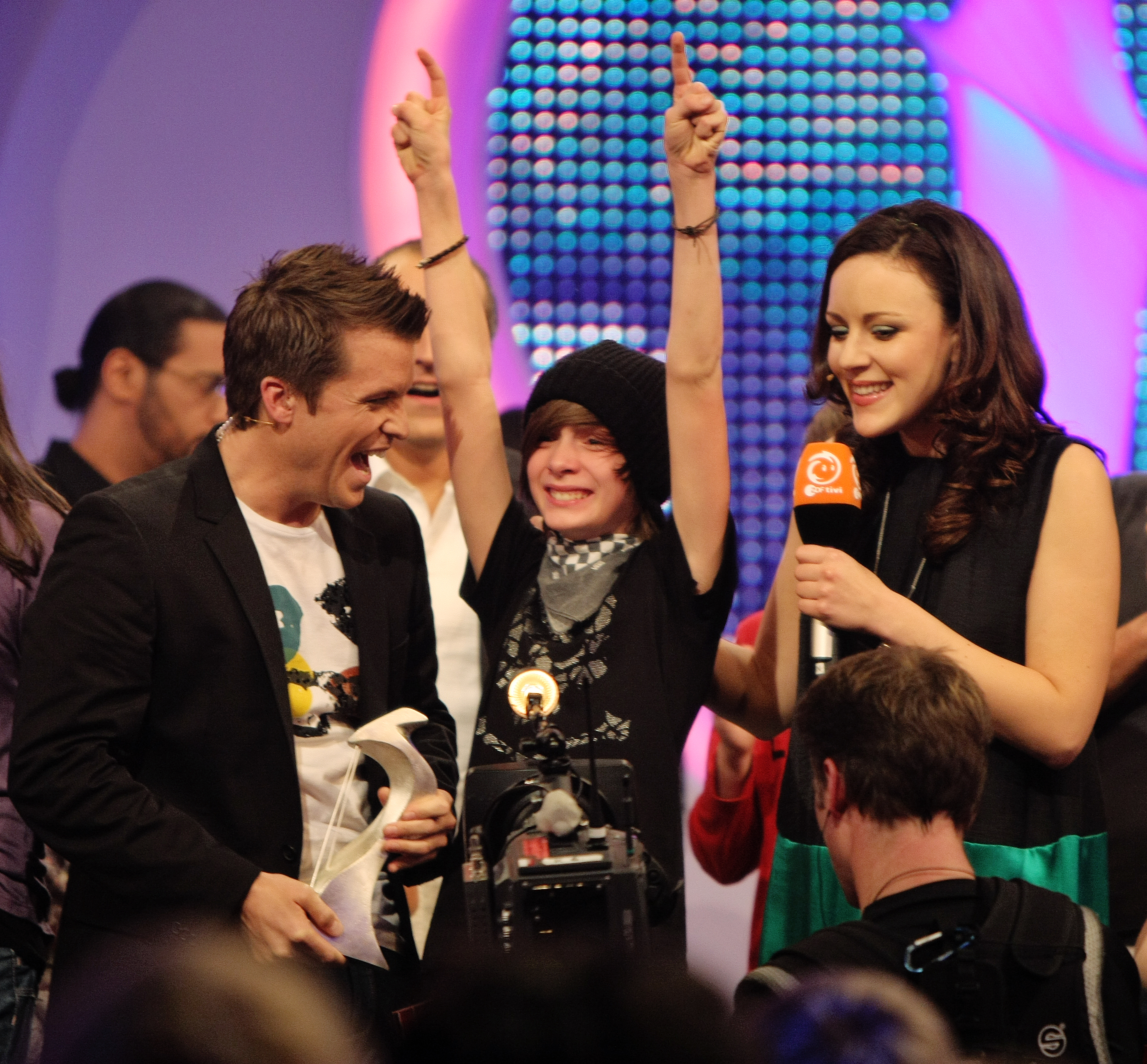
Songwriter-Gewinner 2008: Joshua
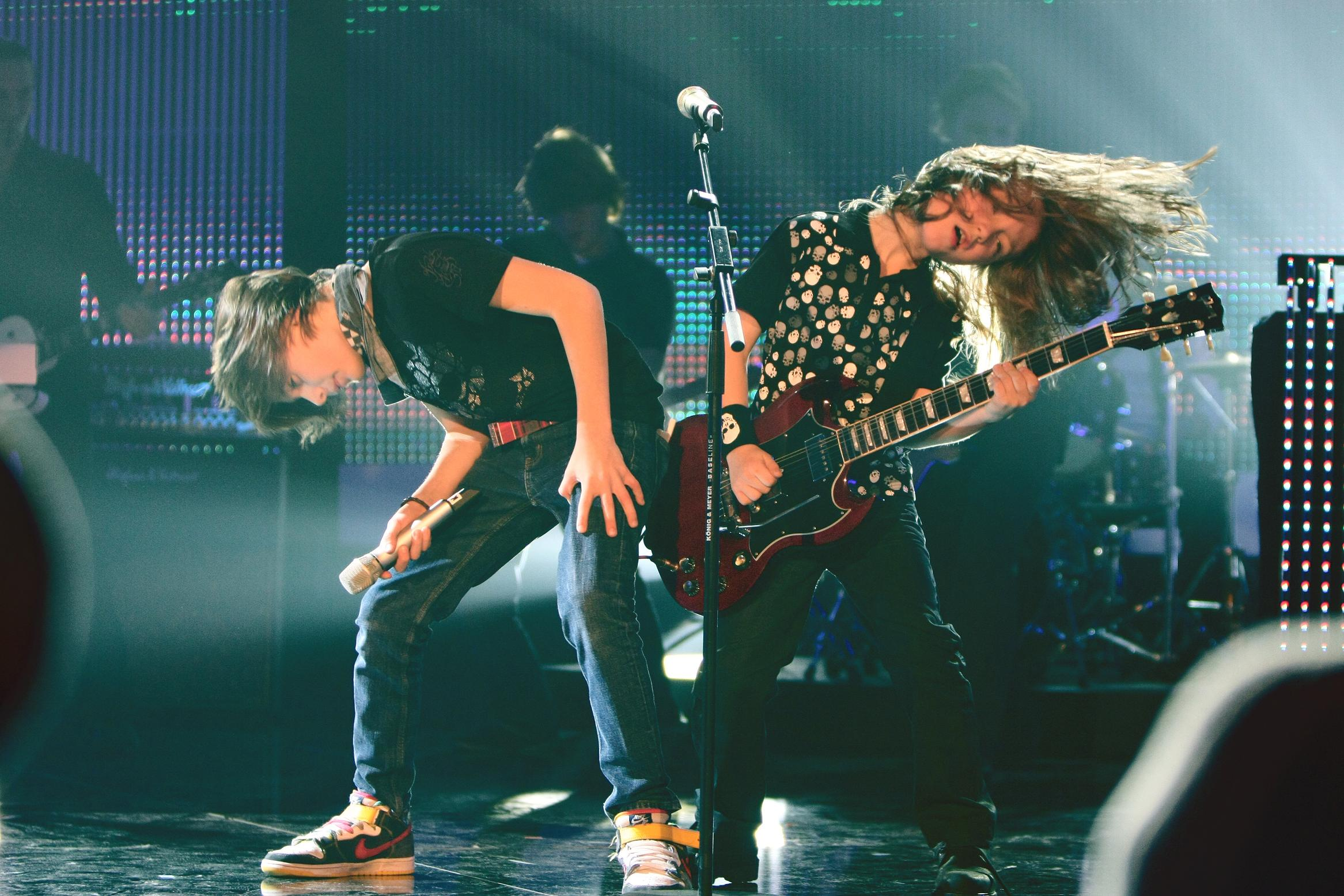
Gewinner Joshua beim Auftritt mit Julian und der Gruppe Panik
Stefanie singt mit Musikpate Roger Cicero Would You
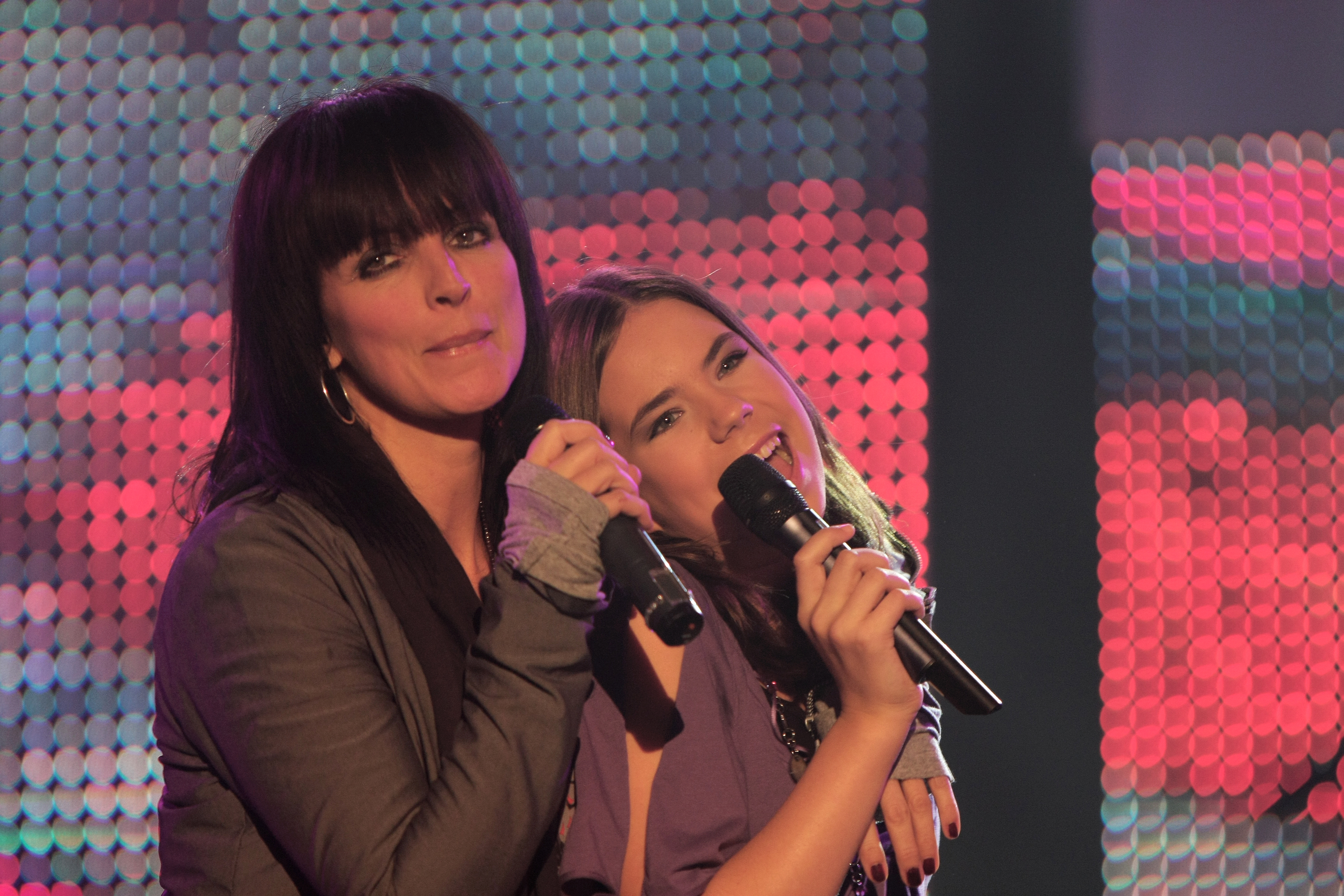
Caroline singt mit Musikpatin Nena Bei dir sein

### 2009
- Manu Schuch – I hate war – Aloha from Hell – Songwriter des Jahres 2009
- Judith Hermann – Farewell – Reamonn bzw. Roger Cicero*
- Martin Schmidt – Jeder fängt mal klein an – Dennis Lisk
- Nina-Alessa Gruzdov – Footprints – Anna Maria Kaufmann
- Emily Fröhling feat. Ria Kramer – Du bist nicht mehr du – Cassandra Steen
- Marius Neumann** – Jetzt geht’s wieder los – Die Zipfelbuben
- Katharina Scharlack – Good time – David Garrett
- Janina Picard – Under your wings – Sarah Connor***

* vertrat Reamonn, die aus Zeitgründen nicht mehr mitwirken konnten; ** Neumanns zweite Finalteilnahme bei Dein Song in Folge; *** wurde in der Finalshow aus Gesundheitsgründen von ihrer Schwester Lulu Lewe vertreten.

### 2011
- Lilly Baumhögger – Fill my life – Nina Hagen bzw. Wolfgang Niedecken*
- Kolja Brand – Mission Hollywood – Fauré Quartett
- David Justen – Ausgemacht – Eisblume
- Sarah Pisek – Endlich frei – Unheilig – Songwriterin des Jahres 2011
- Jerome Molnar – Jump – Cascada
- Sarah Graupner – Happy – Stanfour
- Raphael Groß – Tell me – Monrose
- Milene Weigert – In diesem Moment – Klaus Doldinger

* vertrat Nina Hagen, die aus gesundheitlichen Gründen ihre Teilnahme zurücknahm

### 2012
- Dominik Münzer – Ich höre dir nicht zu – Selig
- Julian Hilgert – Hard to know – LaFee
- Kai Fenchel – Memories of U.S. – Till Brönner
- Maram el Dsoki – Identity – Laith Al-Deen
- Michael Stiebe – Ich bin ein Pinguin – Rolando Villazón
- Nina Wegener – C’est fini – Guano Apes – Songwriterin des Jahres 2012
- Pia Lautenbach & Sophia Kirchner – Vielleicht verstehst du (Ja) – Jupiter Jones
- Safi Nacef – Lass dich fallen – Luxuslärm

### 2013
- Tom Hengelbrock – Bei Dir – Andreas Bourani
- Daria Kickler – Like me – Marlon Roudette
- Sydney Eggleston – Crazy – Lena Meyer-Landrut
- Mascha Maria Raykhman – MM-Song – Mousse T.
- Janina Franke – Daddy – Chima
- Lisa Hönig – Mama – Glasperlenspiel
- Lina Larissa Strahl – Freakin’ out – MIA. – Songwriterin des Jahres 2013
- Marie-Celestine Cronhardt-Lück-Giessen – Lied an die Meerjungfrauen – Rolando Villazón

### 2014
- Andreas Zöller – A cry in the night – Max Mutzke
- Hannah Stienen – Oh my my my – Mrs. Greenbird
- Jasmin Himmelmann – Feline – Madcon
- Laura Bonicke – How it feels – Blue
- Nico Schwappacher – Ich geh’ nach Haus – Bosse
- Philipp Göhring – Wer weiß – Revolverheld
- Pier Luca Abel – Lost without the music – DJ BoBo – Songwriter des Jahres 2014
- Vincent Ott – Shades & Shadows – Cassandra Steen

### 2015
- Max-Antoine Meisters – Fantasy – Flo Mega
- Jamie Odonkor – Let me drop it like this – Olly Murs
- Jason Mann – World of distortion – Stefanie Heinzmann
- Thies Engel – Irgendwer findet mich – Gregor Meyle
- Victoria Conrady – Maniac – Mark Forster – Songwriterin des Jahres 2015
- Lotte Häusler – Smile – MC Fitti
- Levent Geiger – It’s up to me – Laith Al-Deen
- Janek Vogler – Sehnsucht – Blank & Jones

### 2016
- Karolin Besler – Ich warte – Tonbandgerät
- Hanna Engel – Mistaken – Marit Larsen
- Jan Schebaum – Neue Welten – Peter Maffay
- Josua Schwab – Der Himmel wird blau – Johannes Oerding
- Svenja Hagen – Dramaqueen – Kelvin Jones
- Chiara Stella Renata Minoski – Danse avec moi – Kate Ryan
- Leontina Klein – Wie Sand – Namika – Songwriterin des Jahres 2016
- Ben Schafmeister – Lovehurricane – Michael Patrick Kelly

### 2017
- Vanessa Ryborz – Au revoir – Cäthe
- Patrick Haenger – Dieses Lied – Max Giesinger
- Finn Ulrich & Jonas Ulrich – War girl – Lions Head
- Dario Hoffmann – Awake – MoTrip
- Farzin Javadi – Sie lässt mich allein – Álvaro Soler
- Cassandra Mae Spittmann – Going home – Sara Hartman
- Mathis Schuller – Three lives – Nick Howard
- Antonia White – Reality – Tim Bendzko – Songwriterin des Jahres 2017

### 2018
- Leon Trebe – Ziggy stardust – Matthias Schweighöfer
- Annalea Hummel – Some new scars – Gil Ofarim
- Chaski Ayvar Waltz – Nah sell my soul – Dellé
- Felix Nier – Der euphorische Weltuntergang – Alexander Klaws
- Jonah Splettstößer – Ich möchte nicht mehr zuschauen – Die Lochis – Songwriter des Jahres 2018
- Zuzanna Choma – Imagination – Aura
- Sidney Eitel – Regenbogen – Wincent Weiss
- Julia Gilde – Only music – Leslie Clio

### 2019
- Levent Geiger* – Hottest girl – Nico Santos
- Louka Stanesby – Enchanted – Michael Schulte
- Eliana Hebborn – You’ll take a galaxy with you – Rea Garvey
- Peer Waibel-Fischer** – You’ll never walk alone – Mike Singer – Songwriter des Jahres 2019
- Merle Böwering – Enough – Max Mutzke
- Raphaela Gouromichou – Ich seh’ den Engel in dir – Vanessa Mai
- Giulio Palmisano – Der Mann aus Gasse 9 – Lea
- Lily Hofmann – Give it a try – Angelo Kelly

* Geigers zweite Finalteilnahme bei Dein Song seit 2015; ** Waibels zweite Teilnahme seit 2018

### 2020
- Singa Diesner & Elul Dawit – Liking you – Younotus
- Leo Kilper – Das Tollste im All – Lotte
- Emmie Lee Epstein – I’m gonna stay – Ilira – Songwriterin des Jahres 2020
- Richard Oschmann – Immer dasselbe – Annett Louisan
- Anastassia Konavko – Someday – Kelvin Jones
- Alexander Knue – ¡Desserts! – Moritz Eggert
- Moritz Schreibeis & Liam Seidel – So viele Fragen – Die Orsons
- Ayla Rosa Janssens – Pura Vida – Oonagh

### 2021
- Fine Dirwehlis – Ich will – Mathea
- Lars Schmidt – Perfekt sein – Topic
- Sophie Koeppen – Let me dream – Nils Landgren
- Sarah Huebers – Leise Worte werden laut – Johannes Strate – Songwriterin des Jahres 2021
- Greta Best – Towards the moonlight – Ilse DeLange
- Leon Kunz – Wir schweigen – Kayef
- Lion Lauer* – Fallschirm – Tom Gaebel
- Lola Meisters – What if – Milow

* Lauers zweite Teilnahme seit 2018

### 2022
- Anton Vedder und Fabian Mahn – Bringt doch nichts – Deine Freunde
- Emilia Sismey – Outside and Inside – Leony – Songwriterin des Jahres 2022
- Jonathan Zenker – Immer, wenn du einsam bist – Knappe
- Jamie Odonkor* – Bei dir – Mario Novembre
- Linnea May Weiss – Our story – Jeanette Biedermann
- Malik Skylson** – I’ll run – Duncan Laurence
- Moritz Kurz – Too far away – Eli
- Rona Stoica – Alone – Yvonne Catterfeld

* Odonkors zweite Finalteilnahme seit 2015; ** Gewinner der ersten Staffel „Dein Song – Zurück im Wettbewerb“ und damit zweite Teilnahme seit 2021

### Weihnachtsspecial 2022
- Sidney Eitel – Wieder zusammen – Kelvin Jones
- Lion Lauer – Mach die Arme auf – Stefanie Heinzmann
- Cassandra Mae Spittmann – Gib mir Frieden – Rolando Villazón

### 2023
- Estrela – Know nothing – Ian Hooper
- Hanna – It’s always you – Madeline Juno
- Justus – Du fehlst – Gregor Meyle
- Leni – So wie jetzt – Lotte
- Leon – Thinkin’ about the future – The BossHoss
- Nikita – Theia – Quarterhead
- Nuri und Jule* – I am home – Malik Harris – Songwriterinnen des Jahres 2023

* Gewinner der zweiten Staffel „Dein Song – Zurück im Wettbewerb“ und damit zweite Teilnahme seit 2022

### 2024
- Constantin Bieringer – Flugmodus an – Luna
- Cosima Schneider – Traumatized – Cosby
- Felix Fräßdorf – Verschwendete Zeit – Conny
- Frida Greber – The perfect summer love story – Till Brönner
- Jon Matzen – Bla Bla – Ben Zucker
- Malaika Wainwright* – You don’t know me – Kamrad
- Shayla Jolie Wrede – Let you go – Suena – Songwriterin des Jahres 2024

* zweite Teilnahme seit 2022

### 2025
- Felicitas – Sommer in Berlin – Stefanie Heinzmann
- Lasse – How it ends – Isaak
- Mina – Butterfly in a glass – Aisha Vibes – Songwriterin des Jahres 2025
- Nadja – Nicht gut genug – Kati K
- Paula* – Escape – Quarterhead
- Roberta** – Useless – Svea
- Theodor – Lies over Lies – Gregor Hägele

* Gewinnerin der vierten Staffel „Dein Song – Zurück im Wettbewerb“ und damit zweite Teilnahme seit 2024; ** zweite Teilnahme seit 2024

## Charts und Chartplatzierungen

### Sampler
Die folgende Tabelle beinhaltet alle erschienenen Sampler der TV-Show. Die Chartangaben aus Deutschland stammen allesamt aus den deutschen Compilationcharts. In der Schweiz stammen die Chartangaben ebenfalls, mit der Ausnahme von Dein Song 2015 aus den Compilationcharts. Dein Song 2015 platzierte sich in den Albumcharts. In Österreich platzierten sich alle Alben in den regulären Albumcharts.
| Jahr | Titel                                  | Höchstplatzierung, Gesamtwochen, AuszeichnungChartplatzierungen (Jahr, Titel, Platzierungen, Wochen, Auszeichnungen, Anmerkungen) | Höchstplatzierung, Gesamtwochen, AuszeichnungChartplatzierungen (Jahr, Titel, Platzierungen, Wochen, Auszeichnungen, Anmerkungen) | Höchstplatzierung, Gesamtwochen, AuszeichnungChartplatzierungen (Jahr, Titel, Platzierungen, Wochen, Auszeichnungen, Anmerkungen) | Anmerkungen |
| Jahr | Titel                                  | DE | AT | CH | Anmerkungen |
| ---- | -------------------------------------- | --- | --- | --- | --- |
| 2009 | Dein Song                              | DE4 (5 Wo.)DE | — | — | Erstveröffentlichung: 20. November 2009 enthält drei Titel der ersten Staffel |
| 2011 | Dein Song 2011                         | DE2 (8 Wo.)DE | AT38 (2 Wo.)AT | — | Erstveröffentlichung: 8. April 2011 |
| 2012 | Dein Song 2012                         | DE3 (8 Wo.)DE | AT29 (1 Wo.)AT | — | Erstveröffentlichung: 30. März 2012 |
| 2013 | Dein Song 2013                         | DE1 (9 Wo.)DE | AT14 (3 Wo.)AT | — | Erstveröffentlichung: 22. März 2013 |
| 2014 | Dein Song 2014                         | DE1 (8 Wo.)DE | AT9 (3 Wo.)AT | — | Erstveröffentlichung: 4. April 2014 |
| 2015 | Dein Song 2015                         | DE2 (11 Wo.)DE | AT12 (4 Wo.)AT | CH10 (2 Wo.)CH | Erstveröffentlichung: 6. März 2015 |
| 2016 | Dein Song 2016                         | DE1 (11 Wo.)DE | AT6 (4 Wo.)AT | CH13 (1 Wo.)CH | Erstveröffentlichung: 18. März 2016 |
| 2017 | Dein Song 2017                         | DE1 (9 Wo.)DE | AT6 (4 Wo.)AT | CH6 (2 Wo.)CH | Erstveröffentlichung: 17. März 2017 |
| 2018 | Dein Song 2018                         | DE2 (10 Wo.)DE | AT5 (3 Wo.)AT | CH9 (2 Wo.)CH | Erstveröffentlichung: 16. März 2018 neben der herkömmlichen CD+DVD mit den Finaltiteln und den Titeln vom Komponisten-Camp auf Ibiza erschien eine limitierte Fanbox zur Jubiläumsstaffel mit allen Siegertiteln, außer 2009, der neun vorangegangenen Staffeln |
| 2019 | Dein Song 2019                         | DE1 (10 Wo.)DE | AT9 (4 Wo.)AT | CH8 (3 Wo.)CH | Erstveröffentlichung: 15. März 2019 |
| 2020 | Dein Song 2020                         | DE2 (10 Wo.)DE | AT46 (1 Wo.)AT | CH9 (3 Wo.)CH | Erstveröffentlichung: 20. März 2020 |
| 2021 | Dein Song 2021                         | DE2 (9 Wo.)DE | AT6 (2 Wo.)AT | CH8 (2 Wo.)CH | Erstveröffentlichung: 19. März 2021 |
| 2022 | Dein Song 2022                         | DE1 (7 Wo.)DE | AT40 (1 Wo.)AT | — | Erstveröffentlichung: 11. März 2022 |
| 2023 | Dein Song 2023 – Die Casting-Versionen | — | — | — | Erstveröffentlichung: 17. Februar 2023 |
| 2023 | Dein Song 2023 – Die Final-Versionen   | DE16 (1 Wo.)DE | — | — | Erstveröffentlichung: 17. März 2023 |
| 2024 | Dein Song 2024                         | DE1 (6 Wo.)DE | — | — | Erstveröffentlichung: 22. März 2024 |
| 2025 | Dein Song 2025 – Die Casting-Versionen | — | — | — | Erstveröffentlichung: 7. Februar 2025 |
| 2025 | Dein Song 2025 – Die Final-Versionen   | DE12 (2 Wo.)DE | — | — | Erstveröffentlichung: 14. März 2025 |

### Dein-Song-Beiträge
| Jahr | Titel Interpretation                                | Höchstplatzierung, Gesamtwochen, AuszeichnungChartplatzierungen (Jahr, Titel, Interpretation, Platzierungen, Wochen, Auszeichnungen, Anmerkungen) | Höchstplatzierung, Gesamtwochen, AuszeichnungChartplatzierungen (Jahr, Titel, Interpretation, Platzierungen, Wochen, Auszeichnungen, Anmerkungen) | Höchstplatzierung, Gesamtwochen, AuszeichnungChartplatzierungen (Jahr, Titel, Interpretation, Platzierungen, Wochen, Auszeichnungen, Anmerkungen) | Anmerkungen                         |
| Jahr | Titel Interpretation                                | DE | AT | CH | Anmerkungen                         |
| ---- | --------------------------------------------------- | --- | --- | --- | ----------------------------------- |
| 2013 | Freakin’ Out Lina Larissa Strahl feat. MIA.         | DE63 (1 Wo.)DE | — | — | Erstveröffentlichung: 22. März 2013 |
| 2014 | Lost Without the Music Pier Luca Abel feat. DJ BoBo | DE98 (1 Wo.)DE | — | — | Erstveröffentlichung: 4. April 2014 |
| 2015 | Maniac Victoria Conrady feat. Mark Forster          | DE99 (1 Wo.)DE | — | — | Erstveröffentlichung: 6. März 2015  |

## Bandmitglieder
Die Dein Song-Band, die die Kandidaten im Songwriting-Camp unterstützt, setzt sich zusammen aus Sängerin Sherita Owusu, Gitarrist Daniel Stelter, Pianist Georg Göb und Drummer Mario Garruccio.

## Juroren

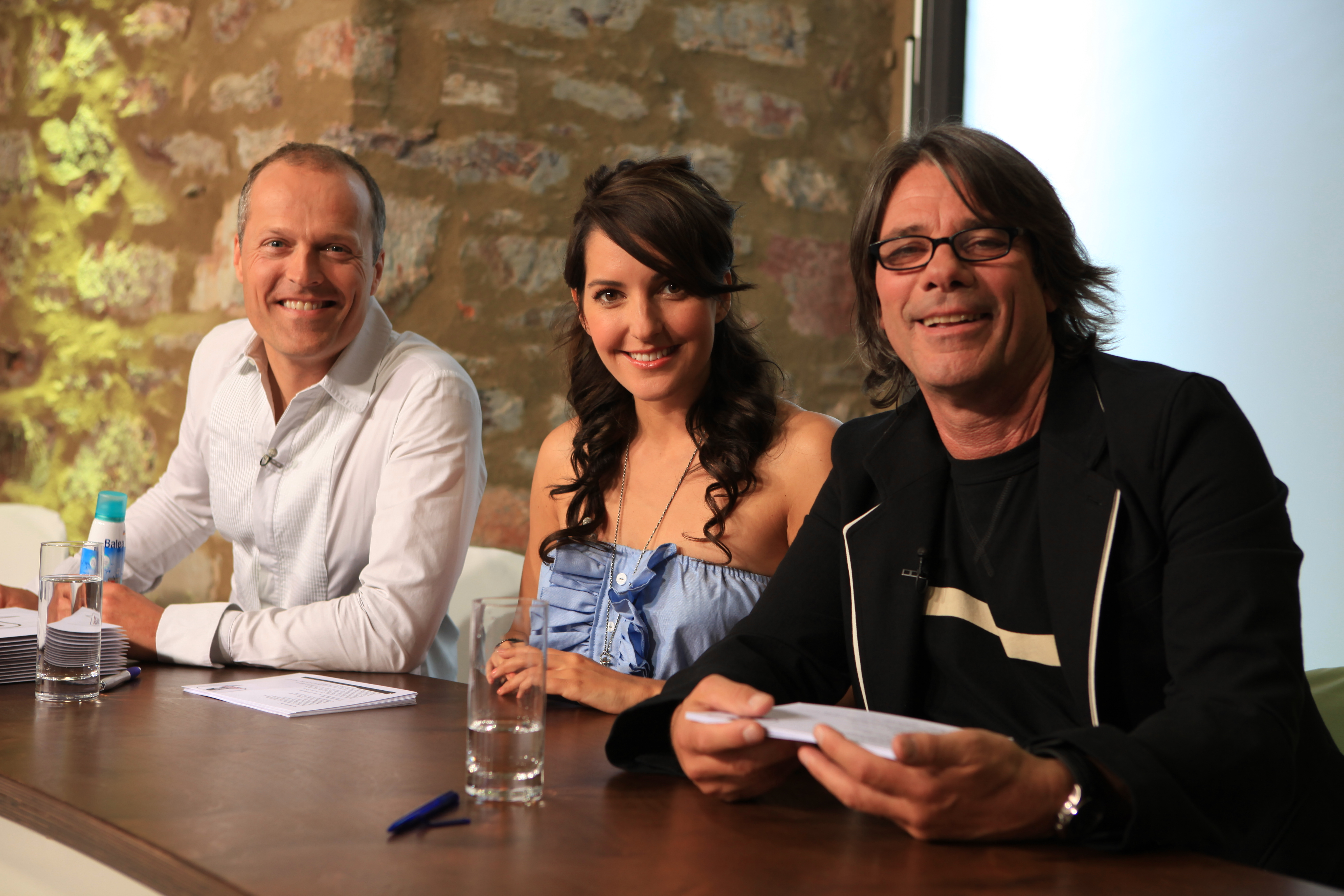
Von links Joja Wendt, Johanna Klum, Gunther Mende
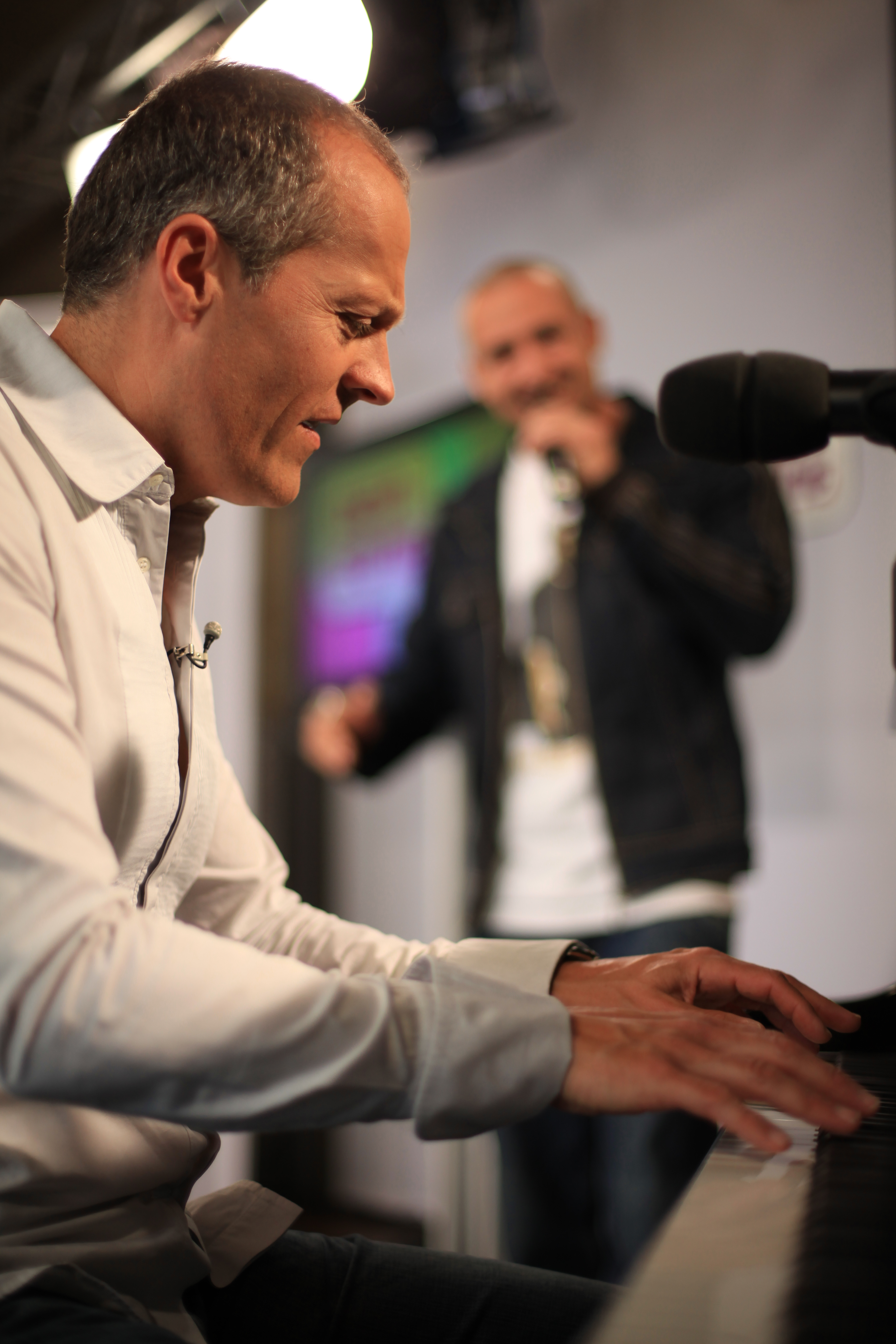
Jurymitglied Joja Wendt
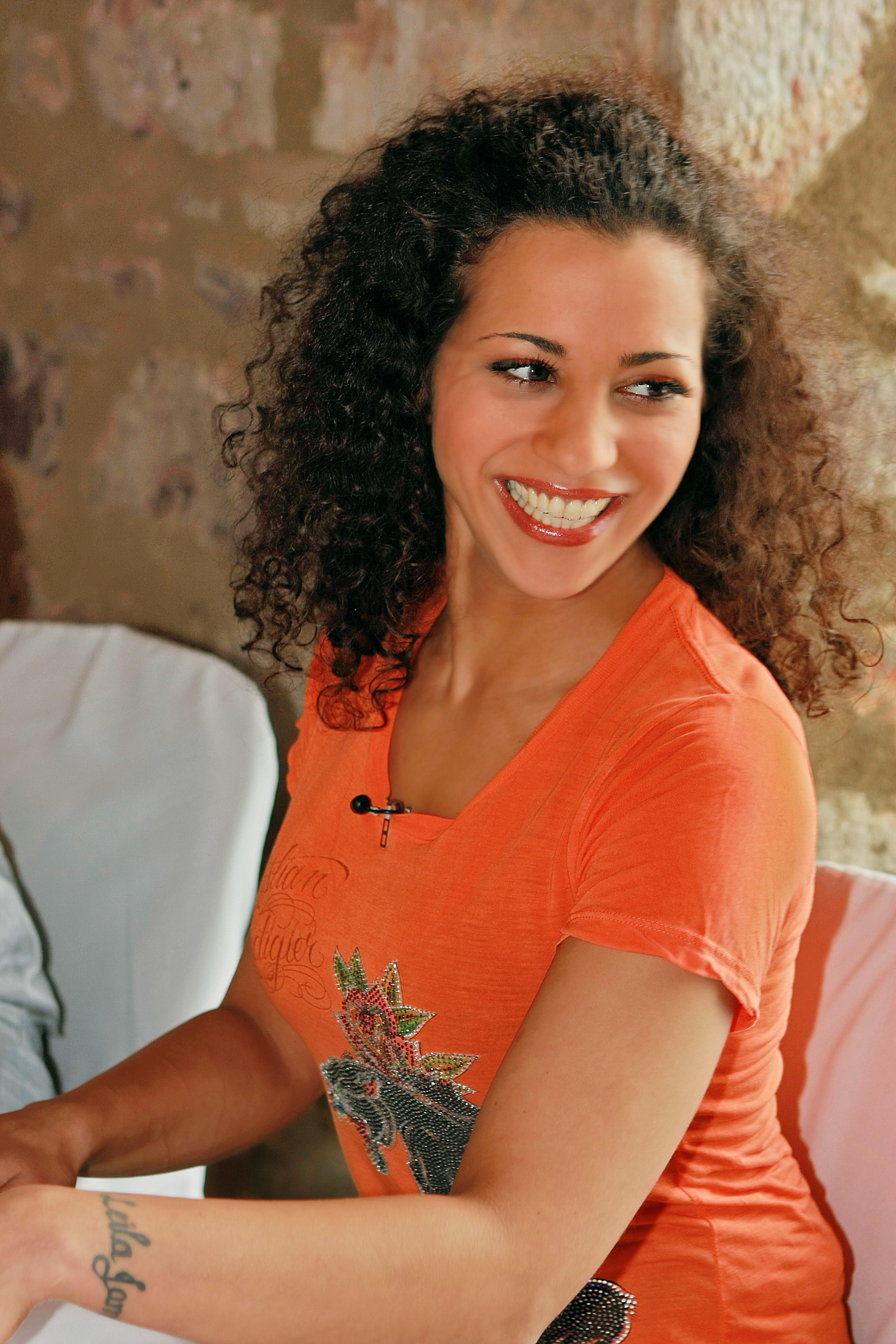
Jurymitglied Nadja Benaissa
Jurymitglied Elin Skrzipczyk
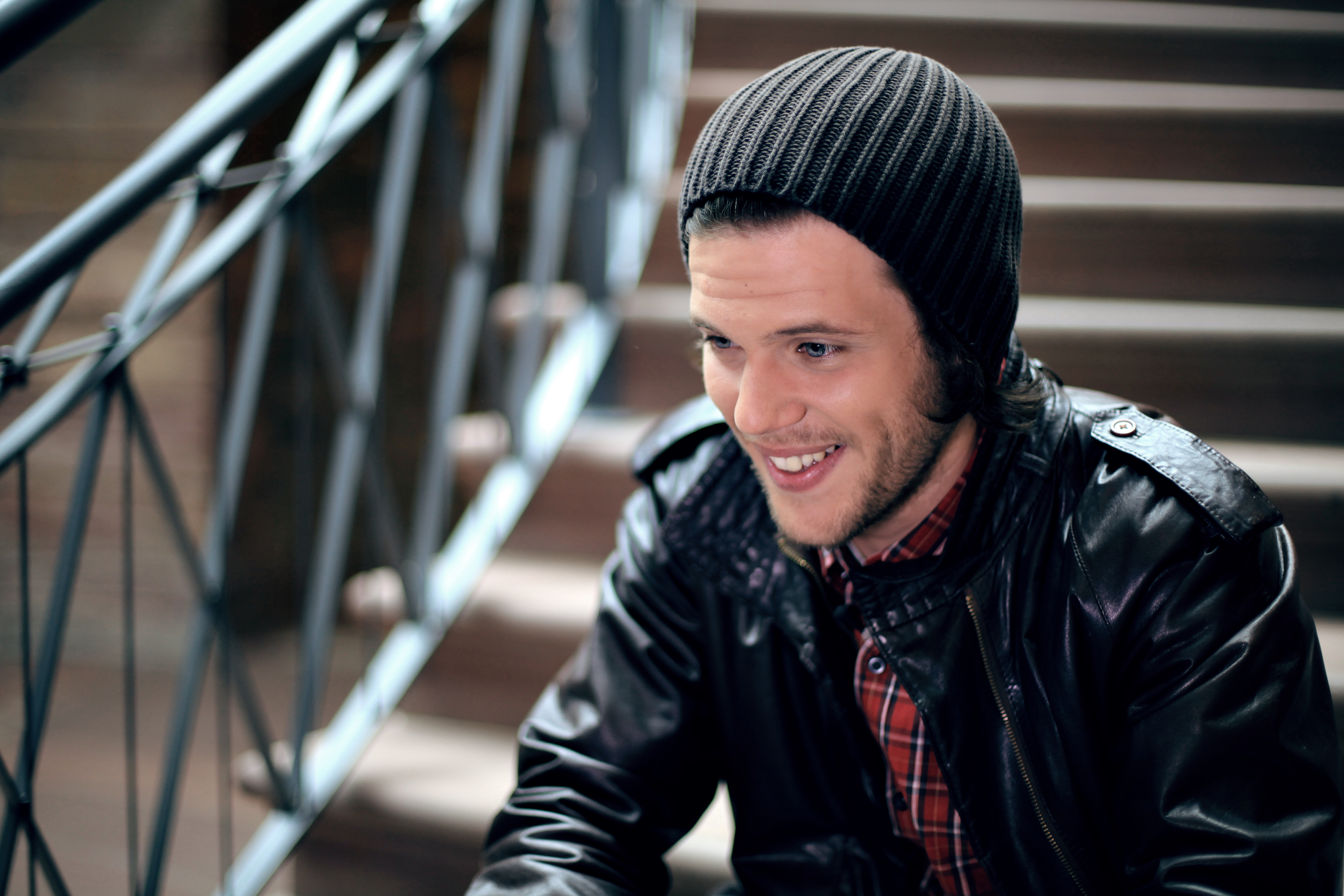
Jurymitglied Frank Ziegler

| Staffel      | Juror 1            | Juror 2          | Juror 3       | Juror 4        | Online-Juror       |
| ------------ | ------------------ | ---------------- | ------------- | -------------- | ------------------ |
| 2008         | Elin Skrzipczyk    | Nadja Benaissa   | Joja Wendt    | Gunther Mende  |                    |
| 2009         | Frank Ziegler      | Johanna Klum     | Joja Wendt    | Gunther Mende  |                    |
| 2011         | Annett Louisan     | Nadine Vasta     | Joja Wendt    | Peter Hoffmann |                    |
| 2012         | Annett Louisan     | Jenniffer Kae    | Joja Wendt    | Peter Hoffmann |                    |
| 2013         | Annett Louisan     | Jenniffer Kae    | Roman Lob     | Peter Hoffmann |                    |
| 2014         | Mieze Katz         | Rolando Villazón | Roman Lob     | Peter Hoffmann |                    |
| 2015         | Mieze Katz         | Rolando Villazón | Roman Lob     | Martin Haas    |                    |
| 2016         | Mieze Katz         | Cäthe            | Laith Al-Deen | Martin Haas    |                    |
| 2017         | Mieze Katz         | Ole Specht       | Laith Al-Deen | Martin Haas    |                    |
| 2018         | Stefanie Heinzmann | Ole Specht       | Laith Al-Deen | Martin Haas    |                    |
| 2019         | Mieze Katz         | Ole Specht       | Elif          | Martin Haas    |                    |
| 2020         | Mieze Katz         | Ole Specht       | Angelo Kelly  | Lary           |                    |
| 2021         | Mieze Katz         | Ole Specht       | Angelo Kelly  | Lotte          | Stefanie Heinzmann |
| 2022         | Eva Briegel        | Ole Specht       | Angelo Kelly  | Lotte          | Malik Harris       |
| Special 2022 | Stefanie Heinzmann | Rolando Villazón | Kelvin Jones  |                |                    |
| 2023         | Luca Hänni         | Alina Süggeler   | Kelvin Jones  | Suena          | Wilhelmine         |
| 2024         | Luca Hänni         | Alina Süggeler   | Kelvin Jones  | Lotte          | Jules Kalmbacher   |
| 2025         | Mieze Katz         | Alina Süggeler   | Kelvin Jones  |                |                    |
| 2026         | Madeline Juno      | Johannes Strate  | Aisha Vibes   |                |                    |

## Auszeichnungen
- 2018: Nominierung für den Deutschen Fernsehpreis in der Kategorie Bestes Factual Entertainment.